# Provincia de Médéa
La provincia de Médéa (en árabe: ولاية المدية) es el nombre de una provincia (wilaya) de Argelia. Su capital es la ciudad homónima.

## Municipios con población de abril de 2008
- Aïn Boucif 26,042
- Aïn Ouksir 5,071
- Aissaouia 3,763
- Aziz 10,765
- Baata 856
- Benchicao 9,728
- Beni Slimane 33,779
- Berrouaghia 60,152
- Bir Ben Laabed 12,107
- Boghar5,972
- Bou Aiche 8,873
- Bouaichoune 4,309
- Bouchrahil 11,633
- Boughezoul 16,939
- Bouskene 11,855
- Chahbounia 13,617
- Chellalat El Adhaoura 27,300
- Cheniguel 6,866
- Derrag 7,273
- Deux Bassins 3,487
- Djouab 9,901
- Draa Essamar 9,661
- El Azizia 8,432
- El Guelb El Kebir 12,782
- El Hamdania 1,264
- El Omaria 20,705
- El Ouinet 4,186
- Hannacha4,882
- Kef Lakhdar 4,403
- Khams Djouamaa 10,291
- Ksar El Boukhari 67,813
- Maghraoua 5,647
- Médéa 138,355
- Meftaha 5,908
- Mezerana 6,202
- Mihoub 12,191
- Moudjbar 5,428
- Ouamri 15,978
- Oued Harbil 5,049
- Ouled Antar 2,216
- Ouled Bouachra 890
- Ouled Brahim 10,847
- Ouled Deide5,355
- Ouled Hellal 3,367
- Ouled Maaref 9,287
- Oum El Djalil 3,625
- Ouzera 12,650
- Rebaia 5,346
- Saneg 3,487
- Sedraia 7,690
- Seghouane 5,999
- Sidi Damed 5,009
- Sidi Errabia 5,042
- Sidi Naamane 17,803
- Sidi Zahar 4,318
- Sidi Ziane 2,671
- Si Mahdjoub 8,397
- Souagui 15,536
- Tablat 27,919
- Tafraout 8,901
- Tamesguida 4,591
- Tizi Mahdi 2,655
- Tlatet Eddouar 7,632
- Zoubiria 9,236

## División administrativa
La provincia está dividida en 19 dairas (distritos), que a su vez se dividen en 64 comunas  (ciudades).

### Dairas
1. Aïn Boucif
2. Aziz
3. Béni Slimane
4. Berrouaghia
5. Chahbounia
6. Chellalat El Adhaoura
7. El Azizia
8. El Omaria
9. Guelb El Kébir
10. Ksar El Boukhari
11. Médéa
12. Ouamri
13. Ouled Antar
14. Ouzera
15. Seghouane
16. Si Mahdjoub
17. Sidi Naâmane
18. Souaghi
19. Tablat

### Comunas
1. Aïn Boucif
2. Aïn Ou Ksir
3. Aissaouia
4. Aziz
5. Baata
6. Benchicao
7. Beni Slimane
8. Berrouaghia
9. Bir Ben Laabed
10. Boghar
11. Bou Aiche
12. Bouaichoune
13. Bouchrahil
14. Boughezoui
15. Bouskene
16. Chahbounia
17. Chellalat El Adhaoura
18. Cheniguel
19. Damiat
20. Derrag
21. Deux Bassins
22. Djouab
23. Draa Essamar
24. El Azizia
25. El Guelbelkebir
26. El Hamdania
27. El Omaria
28. El Ouinet
29. Hannacha
30. Kef Lakhdar
31. Khams Djouamaa
32. Ksar Boukhari
33. Meghraoua
34. Médéa
35. Medjebar
36. Meftaha
37. Mezerana
38. Mihoub
39. Ouamri
40. Oued Harbil
41. Ouled
42. Ouled Antar
43. Ouled Brahim
44. Ouled Deide
45. Ouled Hellal
46. Ouled Maaref
47. Oum El Djalil
48. Ouzera
49. Rebaia
50. Saneg
51. Sedraia
52. Seghouane
53. Sidi Mahdjoub
54. Sidi Damed
55. Sidi Errabia
56. Sidi Naamane
57. Sidi Zahar
58. Sidi Ziane
59. Souagui
60. Tablat
61. Tafraout
62. Tamesguida
63. Tlatet Eddouair
64. Zoubiria